# Cooking Mama
Cooking Mama (クッキングママ?, Kukkingu Mama) è un videogioco per Nintendo DS e Nintendo Wii, sviluppato da Office Create e pubblicato da Majesco Entertainment nel 2006. Il gioco si basa sulla preparazione di alcuni cibi, di cui molti giapponesi. Il gioco ha dato inizio a una serie omonima.
Cooking Mama è disponibile anche in versione mobile per i dispositivi Android e iOS con il nome di Cooking Mama - Let's cook!.

## Modalità di gioco
Cooking Mama permette di preparare una serie di cibi ed ogni fase della preparazione del piatto è rappresentata attraverso un minigioco che utilizza unicamente il touchpad o il telecomando Wii della console Nintendo. Durante la preparazione Mama aiuta il giocatore fornendogli istruzioni e nel caso in cui la fase non sia completata lei penserà a farlo. Finito ogni minigioco viene assegnata una medaglia e la media delle stesse forma la medaglia finale del piatto scelto. Lo scopo del gioco è quello di sbloccare il maggior numero di ricette, raggiungendo alti punteggi con quelle disponibili. È presente anche la modalità multigiocatore.

## Serie
La serie principale di Cooking Mama, non contando i vari spin-off su Mama, comprende:
- Cooking Mama (2006)
- Cooking Mama 2: Dinner with Friends (2007) per Nintendo DS
- Cooking Mama: Cook Off (2007) per Wii
- Cooking Mama: World Kitchen (2008) per Wii
- Cooking Mama 3: Shop & Chop (2009) per Nintendo DS
- Cooking Mama 4: Kitchen Magic (2011) per Nintendo 3DS
- Cooking Mama 5: Bon Appétit! (2014) per Nintendo 3DS
- Cooking Mama: Sweet Shop (2017) per Nintendo 3DS
- Cooking Mama: Cookstar (2020) per Switch e PS4
- Cooking Mama: Cuisine! (2022) per iOS e Macintosh

Sempre con protagonista Mama è uscito nel corso del 2009 Gardening Mama (esclusiva Nintendo DS) nonché Babysitting Mama per Nintendo Wii. Nel 2010 uscì Crafting Mama, altra esclusiva Nintendo DS. Mentre nel novembre 2011 è uscito Cooking Mama World - in Campeggio con Mama (titolo originale Camping Mama).